# 근거리 연애
《근거리 연애》(일본어: 近キョリ恋愛)는 미키모토 린의 만화 작품이다. 《별책 프렌드》 (코단샤)에서, 2007년 11월호부터 연재되었다. 2008년 5월호부터, 제2부가 연재되었다. 전 10권.

## 개요
사상 최강의 츤데레 주인공과 교사의 전도 다난한 사랑을 그린 러브 코미디.

## 등장인물
쿠루루기 유니
성적이 우수하고 운동 신경도 뛰어나지만, 영어만은 예전부터 못한다.
사쿠라이 하루카
영어 교사.
미네후지 코우
교사.
나나미 키쿠코
유니의 친구.
사토 사키
과도의 나르시스트.
타키자와 미레이
사쿠라이의 고교 시절 담임으로, 전 여친.
코난 아즈사
유니의 소꿉친구로, 해외에서 온 귀국자녀. 모델.
사쿠라다 레오
하루카의 아버지로, 거물 배우.
마토바 류
유니의 3학년 때의 동급생.
카논
하루카가 담임을 맡은 반의 학생.

## 단행본
- 미키모토 린 《근거리 연애》 〈코단샤·KC 디럭스〉, 전 10권
  1. 2008년 3월 13일 발매, ISBN 978-4-06-375455-1
  2. 2008년 8월 11일 발매, ISBN 978-4-06-375544-2
  3. 2009년 1월 13일 발매, ISBN 978-4-06-375631-9
  4. 2009년 5월 13일 발매, ISBN 978-4-06-375710-1
  5. 2009년 10월 13일 발매, ISBN 978-4-06-375806-1
  6. 2010년 2월 12일 발매, ISBN 978-4-06-375866-5
  7. 2010년 7월 13일 발매, ISBN 978-4-06-375937-2
  8. 2010년 10월 13일 발매, ISBN 978-4-06-375974-7
  9. 2011년 2월 11일 발매, ISBN 978-4-06-376074-3
  10. 2011년 6월 13일 발매, ISBN 978-4-06-376020-0

## 텔레비전 드라마
《근거리 연애~Season Zero~》의 타이틀로 텔레비전 드라마화되어, 2014년 7월 19일부터 10월 11일까지 닛폰 TV 계열에서 매주 토요일 24:50 ~ 25:20에 방송되었다. 주연은 아베 아란.
영화판과 마찬가지로 사쿠라이 하루카가 주인공이지만, 하루카의 고교 시절 연애를 그린 스핀오프 작품이다.

### 캐스트

#### 고교 시절 (10년 전)

##### 주요 인물
- 사쿠라이 하루카 (17) - 아베 아란 (쟈니즈 Jr.)
- 타키자와 미레이 (17) - 이시바시 안나
- 타카토 리리코 (19) - 아다치 리카
- 아유카와 카나타 (17) - 키시 유타 (쟈니즈 Jr.)

##### 고교
- 카지와라 코키 (17) - 타카하시 후 (쟈니즈 Jr.)
- 신타니 카이토 (17) - 타지마 쇼고 (쟈니즈 Jr.)
- 시오미 고 (17) - 나가츠마 레오 (쟈니즈 Jr.)
- 카케이 마호 - 야마치 마리
- 와타누키 아키 - 마츠카와 아카리
- 우노 사야카 - 코야마 리나
- 후지사와 아이리 - 히구치 유즈
- 아야나미 리오 - 카와시마 에리카
- 영어 교사 - 마에가와 시게키

##### 미술 대학
- 사카이 마리에 (29) - 쿠지 아키코
- 타치바나 쇼고 (31) - 나가야마 타카시

#### 교사 시절 (10년 후)
- 키리타니 - 오카야마 아마네
- 마치다 후카 - 오사나이 카린
- 쿠사마 사쿠라 - 타시로 히카리
- 마이카 - 스즈키 아이리

#### 극장판 〈근거리 연애〉
- 사쿠라이 하루카 (27) - 야마시타 토모히사 (특별 출연)
- 쿠루루기 유니 (18) - 코마츠 나나

### 스태프
- 감독 - 카와이 하야토, 나카쿠키 츠요시, 고토 코타로
- 각본 - 마츠다 유코
- 주제가 - 사카낙션 〈연꽃〉 (빅터 엔터테인먼트)
- 음악 협력
  - Alexandra Stan 〈Cherry Pop〉 (빅터 엔터테인먼트)
  - Alexandra Stan 〈Thanks For Leaving〉 (빅터 엔터테인먼트)
  - Blue 〈Hurt Lovers〉 (빅터 엔터테인먼트)
- 프로듀스 - 우에노 히로유키, 와타나베 코지
- 제작 - 후쿠시 아츠시
- 기획 제작 - 닛폰 TV
- 기획 협력 - 쟈니즈 사무소
- 제작 프로덕션 - AX-ON
- 제작 협력 - 수퍼비전
- 제작 저작 - 〈근거리 연애~Season Zero~〉 제작 위원회 (D.N.드림 파트너즈, vap)

### 방송 일자
| 각 화      | 방송일          | 감독            |
| ---------- | --------------- | --------------- |
| episode 1  | 2014년 7월 19일 | 카와이 하야토   |
| episode 2  | 7월 26일        | 카와이 하야토   |
| episode 3  | 8월 2일         | 카와이 하야토   |
| episode 4  | 8월 9일         | 카와이 하야토   |
| episode 5  | 8월 16일        | 카와이 하야토   |
| episode 6  | 8월 23일        | 고토 코타로     |
| episode 7  | 9월 6일         | 카와이 하야토   |
| episode 8  | 9월 13일        | 나카쿠키 츠요시 |
| episode 9  | 9월 20일        | 나카쿠키 츠요시 |
| episode 10 | 9월 27일        | 나카쿠키 츠요시 |
| episode 11 | 10월 4일        | 카와이 하야토   |
| episode 12 | 10월 11일       | 카와이 하야토   |

- 8월 30일은 《24시간 TV 〈사랑은 지구를 구한다〉》 방송 때문에 휴지.

| 닛폰 TV 토요일 24:50 ~ 25:20 시간대        | 닛폰 TV 토요일 24:50 ~ 25:20 시간대                | 닛폰 TV 토요일 24:50 ~ 25:20 시간대                |
| 이전 작품                                  | 작품명                                             | 다음 작품                                          |
| ------------------------------------------ | -------------------------------------------------- | -------------------------------------------------- |
| SHARK ~2nd Season~ (2014.4.19 ~ 2014.7.12) | 근거리 연애 ~Season Zero~ (2014.7.19 ~ 2014.10.11) | 헤이세이 부사이쿠 샐러리맨 (2014.10.18 ~ 2015.1.3) |

## 영화
일본에서 2014년 10월 11일에 개봉되었다. 주연은 야마시타 토모히사. 3주 연속 주말 박스오피스 순위 1위, 2주 연속 주말 동원 랭킹 1위를 차지하였고, 11월 9일에는 흥행 수입 10억 엔, 관객 동원 81만 명을 돌파했다. 또한, 2014년에 200개관의 개봉 규모로 흥행 수입 10억 엔을 돌파 한 것은 《근거리 연애》가 처음이다.

### 출연
- 사쿠라이 하루카 - 야마시타 토모히사
- 쿠루루기 유니 - 코마츠 나나
- 마토바 류 - 코타키 노조무 (쟈니즈WEST)
- 나나미 키쿠코 - 야마모토 미즈키
- 타키자와 미레이 - 미즈카와 아사미
- 아케치 - 아라이 히로후미
- 사토 사키 - 사노 카즈마
- 요시다 메이 - 후루하타 세이카

### 스태프
- 감독 - 쿠마자와 나오토
- 각본 - 마나베 유키코
- 주제가 - 사카낙션 〈연꽃〉 (빅터 엔터테인먼트)
- 배급 - 토호 영상 사업부

### 원작과의 차이점
- 원작은 러브 코미디로 패러디나 코스프레가 많이 등장하지만, 영화는 순애 러브 스토리로, 원작에 등장하는 패러디나 코스프레는 등장하지 않는다.
- 원작에서는 타키자와가 하루카의 고교 시절 담임이었지만, 드라마와 영화에서는 하루카의 소꿉친구이다.
- 중반부터는 일부를 없애, 영화 오리지널 스토리이다.